# Gotta Get Away (The Black Keys)
Gotta Get Away è un singolo del gruppo musicale statunitense The Black Keys, pubblicato il 17 agosto 2014 come quarto estratto dall'ottavo album in studio Turn Blue.

## Successo commerciale
Il singolo ha ottenuto successo nel Nord America e in Europa ottenendo anche un discreto successo in Italia.